# 塩化水素
塩化水素（えんかすいそ、英: hydrogen chloride）は塩素と水素から成るハロゲン化水素。化学式 HCl。常温常圧で無色透明、刺激臭のある気体。有毒であり、塩酸ガスとも呼ばれる。

## 概要
塩化水素は常温常圧下では気体であり、塩化水素の水溶液を塩酸と呼ぶ。気体の塩化水素は、塩化水素分子として存在し、水溶液である塩酸中では、塩化水素はほぼ完全に正負のイオンに電離している。
{\displaystyle {\ce {HCl + H2O -> H3O^+ + Cl^-}}}
常温常圧下で、濃度がほぼ25%以上の塩酸には発煙性がある。
日本では毒物及び劇物取締法により、原体および10%を超える製剤が劇物に指定されている。
ラットの吸入毒性ではLC50が 3,124 ppm/1h。

## 発生方法
塩化水素は水素と塩素の反応で得る。
{\displaystyle {\ce {H2 + Cl2 -> 2HCl}}}
もしくは塩化ナトリウムと濃硫酸の反応によって得ることができる。この反応では、硫酸が不揮発性で塩化水素が揮発性であることが重要である。
{\displaystyle {\ce {NaCl + H2SO4 -> NaHSO4 + HCl}}}
塩化ナトリウム + 濃硫酸 → 硫酸水素ナトリウム + 塩化水素
工業的には塩化ナトリウム水溶液の電気分解によって水酸化ナトリウムとともに水素と塩素を生成し、その後水素と塩素を混合して作る（イオン交換膜法）。近年では、以下の反応のように塩化ビニルや塩化ビニリデンなどの製造の副生成物として回収される塩化水素の生産量のほうが多い。
{\displaystyle {\ce {RH + Cl2 -> RCl + 2HCl}}}
(R:アルキル基、ビニル基など)
塩化水素ガス（塩酸分は除く）の2012年度日本国内生産量は 98,401 t、消費量は 92,939 t である。
自然には火山活動などで発生する。ルブラン法が炭酸ナトリウム（炭酸ソーダ）生成の主な方法であった頃はこのガスが問題となっていた。

## 他の物質との反応

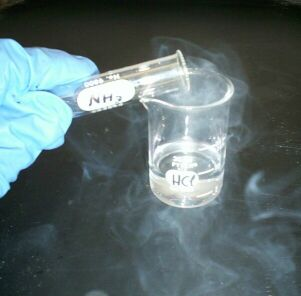
塩酸とアンモニアの反応による白煙(ビーカーの中には塩酸、試験管の中にはアンモニア)

- アンモニアと反応して白煙（塩化アンモニウム）を生成する。

{\displaystyle {\ce {NH3\ + HCl -> NH_4Cl}}}
- 水によく溶け、水溶液は塩酸となる。塩酸は強酸で、水素よりもイオン化傾向の大きい金属と反応し水素を発する。
- 塩酸は酸であり、塩基と反応して塩と水を生成する。
- アルコール（主に三級アルコール）と置換してアルキル塩素化物を与える。
- オレフィンなどに付加してアルキル塩素化物を与える。